# Канале, Джанна Мария
Джанна Мария Канале (итал. Gianna Maria Canale, 12 сентября 1927 — 13 февраля 2009) — итальянская актриса.

## Биография
Канале родилась в Реджо-ди-Калабрия. В 1947 году на конкурсе красоты «Мисс Италия», на которых победила Лучия Бозе, она заняла второе место. После этого Канале получила приглашение участвовать в фотосессиях во многих итальянских журналах. Её внешность сравнивалась с Авой Гарднер. Риккардо Фреда предложил ей роль и после этого они поженились в Бразилии, где было снято два фильма. Канале, однако, не привыкла к жизни в Южной Америке и вернулась в Италию, где снялась во многих итальянских фильмах, в том числе и фильмах ужасов и приключенческих. Она ушла из киноиндустрии в 1964 году и умерла в Сутри в 2009 году.

## Фильмография
- 1948 — Таинственный кавалер
- 1949 — Граф Уголино / Il conte Ugolino
- 1954 — Феодора — Феодора
- 1957 — Вампиры — Гизелла / Маргарита
- 1960 — Ночи Распутина — царица Александра Фёдоровна
- 1963 — Бум — Сильвия Альберти